# Forster Kirchenstück

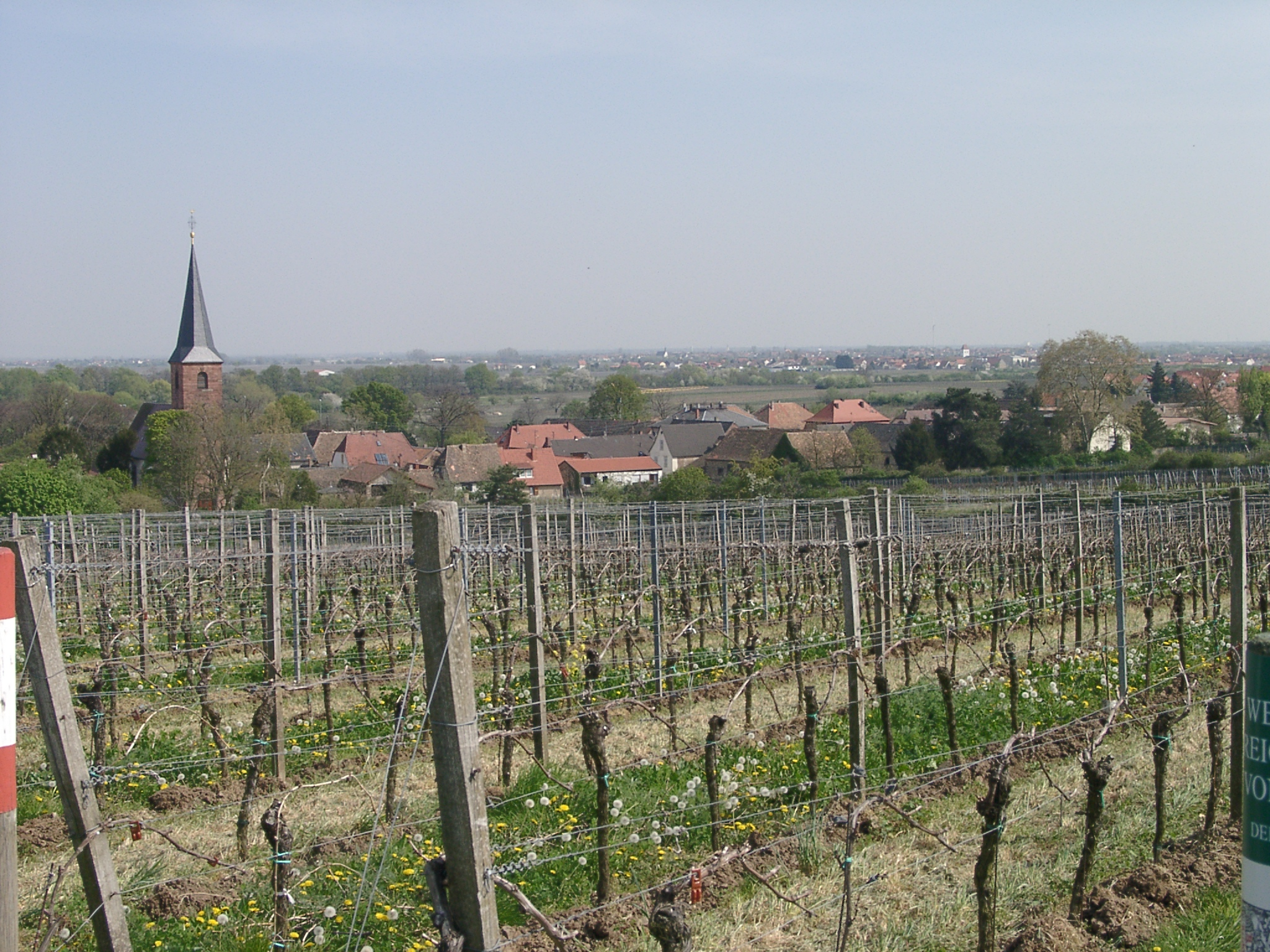
Blick über das Kirchenstück Richtung Süd-Ost

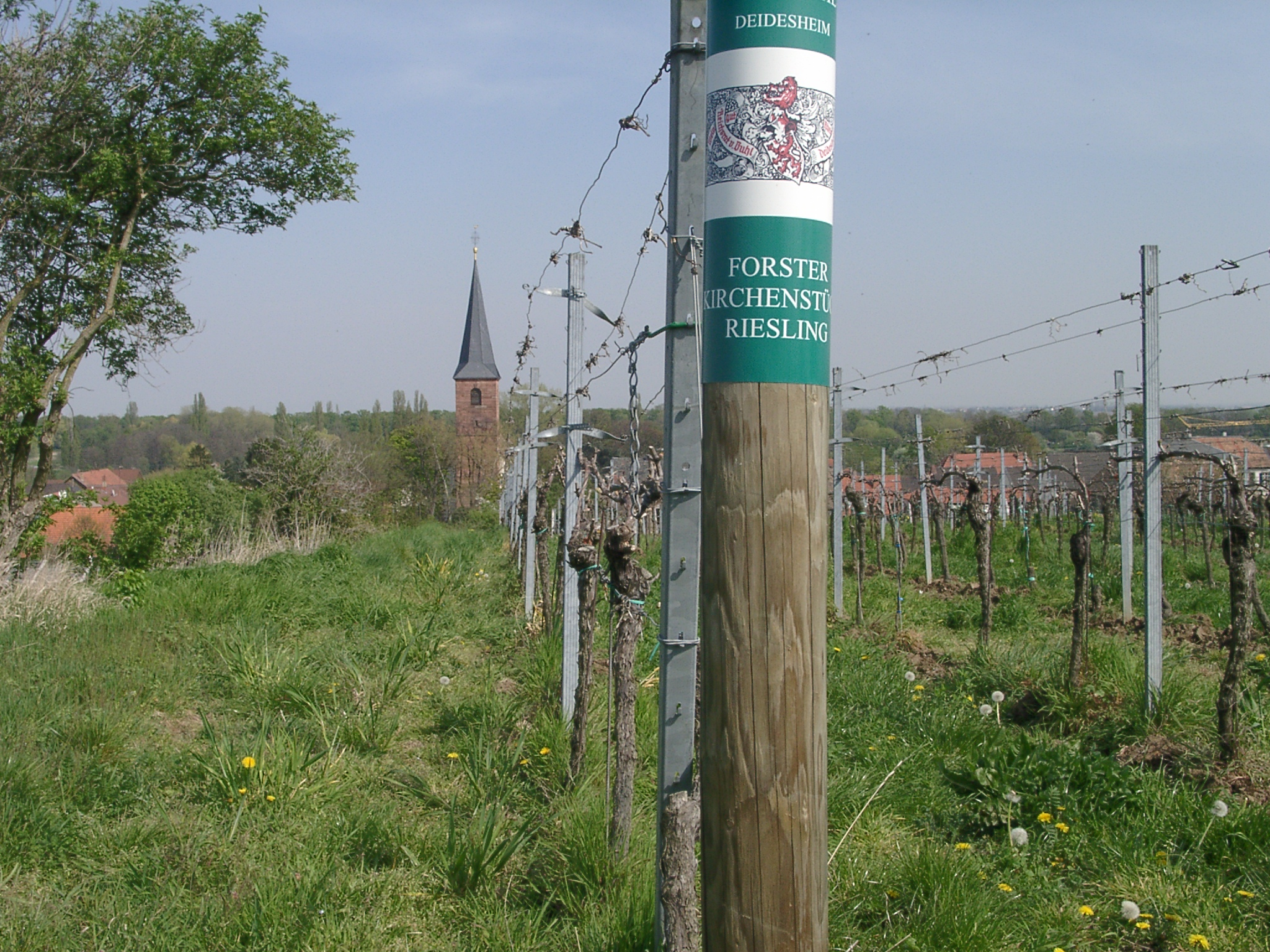
Blick über das Kirchenstück Richtung Osten

Kirchenstück heißt eine 3,6 ha große Weinlage der Gemeinde Forst an der Weinstraße (Rheinland-Pfalz).

## Lage, Klima und Boden
Die Weinlage ist Teil der Großlage Forster Mariengarten und gehört zum Bereich Mittelhaardt-Deutsche Weinstraße des Weinbaugebietes Pfalz.
Das Kirchenstück grenzt unmittelbar westlich an die Wohnbebauung von Forst an und liegt direkt hinter der Margaretenkirche, auf die sich der Name zurückführen lässt. Bei einer relativ geringen Hangneigung reicht die Höhenlage von 120 bis 150 m ü. NHN. Die Nähe zum Dorf sorgt für eine lokalklimatische Sonderstellung, denn die Sandsteingebäude am Ortsrand und die das Kirchenstück umgebenden Sandsteinmauern speichern die Sonnenwärme über den Tag und geben diese bei Nacht wieder ab, so dass nachts ein leichter trocken-warmer Windstrom die Feuchtigkeit und Kälte aus dem Bereich der Lage weht.
Die Böden der Lage bestehen aus Lehm und Ton, die teilweise mit Sand durchsetzt sind, sowie Kalksteingeröll und Basalt.

## Klassifikation und Besitzverhältnisse
Bei einer Lagenklassifikation einer Kommission des Königreichs Bayern im Jahr 1828 erreichte das Kirchenstück, das damals noch Kirchenbuckel hieß, einen Wert von 65; keine andere Weinlage hatte einen höheren Wert. Die Pfälzer Sektion des VDP klassifiziert das Forster Kirchenstück als „VDP Große Lage“ und die trockenen Rieslinge aus dieser Lage entsprechend als „Großes Gewächs“.
Den Besitz des Kirchenstücks teilen sich einige namhafte Weingüter der Mittelhaardt; unter anderem gehören dem Weingut Eugen Müller 1,00 ha, dem Weingut Reichsrat von Buhl 0,88 ha und dem Weingut Dr. Bürklin-Wolf 0,54 ha. Weitere Besitzer sind das Weingut Acham-Magin, Weingut Geheimer Rat Dr. von Bassermann-Jordan, das Weingut Heinrich Spindler, das Weingut Werlé Erben, der Forster Winzerverein, sowie das Weingut von Winning.

## Sage
Einer Geschichte aus dem Dreißigjährigen Krieg zufolge war der spanische Oberst Frangipani im nahen Frankenthal stationiert und hatte bei mehreren Besuchen an der Mittelhaardt auch Forst kennengelernt. Er soll, obwohl er aus Spanien kam, jedem gestanden haben, dass nirgends auf der Welt die Weine soviel Feuer und Bouquet hätten wie solche, die von den Basaltböden Forsts kamen. Als der Oberst mit seinem Regiment aus der Pfalz abgezogen wurde, soll er seine Soldaten vor dem Kirchenstück mit einem Parademarsch und klingendem Spiel aufmarschieren haben lassen; er selbst soll dabei seinen Schimmel in die Knie gezwungen und sich tief vor dem Hang des Kirchenstücks verneigt haben, um dieser Lage eine besondere Ehre zu erweisen.